# Де Соуза, Джоннес Маркес
Джоннес Маркес Де Соуза (порт. Jhonnes Marques de Souza; родился 22 апреля 1984 года в Лондрине, Бразилия) — бразильский футболист, защитник.

## Биография
Джоннес родился в Лондрине, Парана, в 2004 году был подписан командой «Лондрина Жуниор Тим», молодёжной командой «Лондрины» (позже они стали двумя отдельными клубами). Он также был на просмотре в клубе итальянской Серии А, «Удинезе», но не смог подписать контракт, так как итальянские клубы были ограничены в подписании игроков вне Евросоюза.
В сентябре 2004 года он перешёл в словенский «Домжале» вместе с Жуниньо. В феврале 2005 года его контракт с «Лондрина Жуниор Тим» был продлён до 31 декабря 2008 года, бывший товарищ по «Лондрине» Лукас также присоединился к нему в «Домжале». Он сыграл 20 матчей лиги в сезоне 2005/06. В сезоне 2006/07 он перешёл в «Целе». В январе 2007 года его контракт с «Лондрина Жуниор Тим» был продлён ещё раз, до 31 декабря 2011 года.
В январе 2008 года он присоединился к «Наутико Ресифи», а в феврале перешёл в «Трези». Он также был на просмотре в немецком клубе «Кобленц» в январе 2009 года, провёл один товарищеский матч.
В феврале 2009 года он был подписан «Лондриной». В апреле он стал игроком «Арапонгаса».
Он был отдан в аренду в хорватский клуб «Хрватски Драговоляц» в августе 2009 года, за который сыграл 15 матчей и забил 2 гола.
В августе 2010 года он, наконец, расторг контракт с «Жуниор Тим» (бывший «Лондрина Жуниор Тим») и перешёл в латвийский клуб «Металлург Лиепая», сыграл 8 матчей и забил 2 гола в латвийской высшей лиге.
В феврале 2011 года он подписал контракт с «Уйпештом», а в сентябре 2011 года он перешёл в «Вараждин». С 2012 по 2013 годы выступал за казахстанский «Тобол».
Летом 2015 года перешёл в словацкий «ВиОн».